# Sancha d'Aragona (contessa di Urgell)
Sancha (1045 circa – aprile/agosto 1097) è stata Contessa consorte di Tolosa, per alcuni mesi, verso il 1060, e poi contessa consorte di Urgell dal 1063 al 1065.

## Origine
Era la figlia ultimogenita del re d'Aragona e conte di Sobrarbe e Ribagorza, Ramiro I e di Ermessinda di Foix (ca. 1015-1049, Gilberga di Foix, dopo il matrimonio, divenuta regina d'Aragona, si fece chiamare, Ermesinda), figlia del conte di Foix, Couserans e di Bigorre, Bernardo Ruggero I di Foix (figlio del conte Ruggero I di Carcassonne), e di Garsenda di Bigorre.
Ramiro I di Aragona, sia secondo l'Ex Gestis Comitum Barcinonensium che secondo la Crónica de San Juan de la Peña, era il figlio illegittimo del re di Pamplona, conte d'Aragona, conte di Sobrarbe e Ribagorza, conte di Castiglia, Sancho III Garcés il Grande e di una nobile originaria di Aibar (nobilissima domina de castro quod dicitur Ayunarum) (una muller noble de Ayvar), signora di Miranda, e del monastero di Santa Cecilia di Aibar, Sancha di Aibar, di cui non si conoscono gli ascendenti. (Si narra che la legittima moglie di Sancho, la regina Munia, figlia del conte di Castiglia, Sancho Garcés, lo adottasse perché compiaciuta del fatto che era l'unico dei figli di Sancho (inclusi i propri figli) pronto ad obbedire alle sue richieste.).

## Biografia

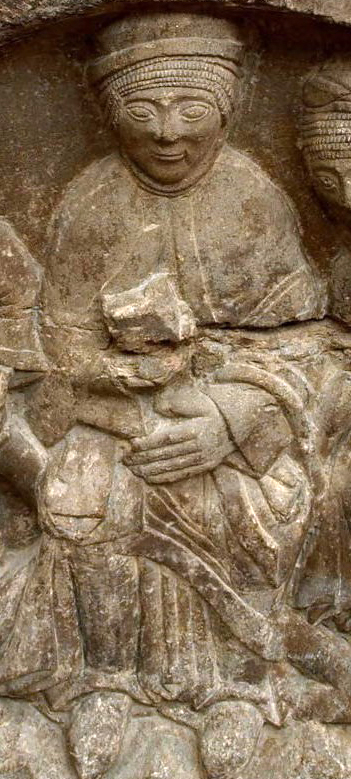
Probabile rappresentazione della contessa Sancha nella decorazione del suo sepolcro (fine secolo XI-principio secolo XII).

Sancha, prima del 1060 (il matrimonio, avvenne prima del 1058, perché in quella data, nel documento nº 4 del Cartulario de Santa Cruz de la Serós, non consultato, Sancha è citata col titolo di contessa), come conferma la Historia de la Corona de Aragón: Crónica de San Juan de la Peña fu data in moglie al conte di Tolosa e conte di Nîmes e d'Albi, Ponzio II (circa 997-1060). Ponzio, che era al terzo matrimonio, era il figlio primogenito del conte di Tolosa, duca di Settimania, conte di Nîmes e conte d'Albi, Guglielmo III Tagliaferro e di Emma di Provenza (come risulta da una donazione, del 999, che si trova negli Archives du Gard in cui Emma è citata come moglie di Guglielmo III Tagliaferro e dove sono ricordati anche i figli, tra cui Ponzio), figlia del marchese di Provenza, Rotboldo III e di Ermengarda (come viene ribadito nel documento nº 172 del volume V delle Preuves de l'Histoire Générale de Languedoc), di cui non si conoscono gli ascendenti.
Rimasta vedova, nel 1060, Sancha fu data in sposa al conte di Urgell, Ermengol III detto el de Barbastro (ca. 1033-1065). Ermengol III di Barbastro, come ci conferma le Ex Gestis Comitum Barcinonensium, era il figlio maschio primogenito del Conte d'Urgell, Ermengol II il Pellegrino e di Velasquita ( † dopo il 1066), di cui non si conoscono gli ascendenti, che viene citata assieme al figlio in due documenti, uno del 1048 e uno del 1049.
Nel febbraio/marzo 1065, suo marito, Ermengol III morì (come ci viene documentato anche dal Chronicon alterum Rivipullense, Apendice al Viage Literario a las Iglesias de Espana, Tome V); fu ucciso in battaglia, a Barbastro (dal nome di quella località, gli fu dato il soprannome), combattendo contro i Mori; gli succedette il figlio maschio primogenito, anche lui di nome Ermengol, che ebbe l'appoggio di Sancha d'Aragona, con cui secondo la COL·LECCIÓ DIPLOMÀTICA DE SANT PERE D'ÀGER il 12 aprile di quello stesso anno, fece una donazione alla Collegiata di San Pietro d'Àger, dove Ermengol III, ucciso dai Saraceni, era stato sepolto.
Nel luglio del 1068, secondo la Historia de los condes de Urgel, Tomo I, che riporta un documento del libro primero de los Feudos, fol. 147, Sancha (Sanctia comitissa)" vendette un castello (castrum de Pilzano) ai conti di Barcellona (domno Raymundo comiti Barchinonensi et domne Almodi comitisse), specificando che la proprietà le era stata donata dal marito (viri mei Ermengaudi comitis Urgelensis).
Nell'aprile del 1073, ancora secondo la Historia de los condes de Urgel, Tomo I, riportando un documento del libro primero de los Feudos, il figliastro, Ermengol IV, assieme alla moglie, Luciana (Ermengaudus comes Urgelensis et Luciana comitissa uxor eius) confermarono che Sancha, figlia del re d'Aragona, Ramiro I (Sanctiæ comitissæ filiæ Ranimiri regis), aveva ricevuto in dono dal proprio marito e padre di Ermengol IV, Ermengol III di Barbastro (pater meus Ermengaudus comes) il castello di Pilzano (castrum de Pilzano).
Dopo aver aiutato il figliastro, nei primi anni di governo della contea, Sancha rientrò in Aragona. La nonna paterna, Sancha de Aibar o Aybar, ancora secondo il documento nº 4 del Cartulario de Santa Cruz de la Serós (non consultato), nel 1070, le fece dono del monastero di Santa Cecilia di Aibar.
Poi, nel 1076, secondo il documento nº 6 del Cartulario de Santa Cruz de la Serós (non consultato), Sancha fece una donazione al monastero di Santa Cruz de la Serós.
Nel 1082, suo fratello, il re di Aragona, re di Pamplona e conte di Sobrarbe e Ribagorza, Sancho Ramírez, secondo il documento nº 13 del Cartulario de Siresa (non consultato), la mise a capo del Monastero d San Pedro, a Siresa.
L'anno successivo, secondo il documento nº 39 del Cartulario de Siresa (non consultato), Sancha fece una donazione.
Tra il 1095 ed il 1096, Sancha fece diverse donazioni e secondo La condesa doña Sancha y el monasterio de Santa Cruz de la Seros di González Miranda, ne fece una anche per l'anima del fratello, Sancho Ramirez, morto da poco e della sorella, Urraca.
Sancha, nel 1097, morì nel monastero di Santa Cruz de la Serós, dove fu sepolta.

## Figli
Sancha non diede figli né a Ponzio II di Tolosa, ne a Ermengol III detto el de Barbastro

## Ascendenza
|                              |                          |                               | Genitori                  |  |  | Nonni |  |  | Bisnonni                     |  |  | Trisnonni                   |  |
|                              |                          |                               |                           |  |  |       |  |  | García II Sánchez di Navarra |  |  | Sancho II Garcés di Navarra |  |
|                              |                          |                               |                           |  |  |       |  |  | García II Sánchez di Navarra |  |  | Sancho II Garcés di Navarra |  |
|                              |                          | Urraca Fernández di Castiglia |                           |  |  |       |  |  | García II Sánchez di Navarra |  |  |                             |  |
| Sancho III Garcés di Navarra |                          |                               |                           |  |  |       |  |  | García II Sánchez di Navarra |  |  |                             |  |
|                              |                          | Jimena Fernández              | …                         |  |  |       |  |  |                              |  |  |                             |  |
|                              |                          | Jimena Fernández              | …                         |  |  |       |  |  |                              |  |  |                             |  |
|                              |                          | Jimena Fernández              | …                         |  |  |       |  |  |                              |  |  |                             |  |
| Ramiro I d'Aragona           |                          | Jimena Fernández              |                           |  |  |       |  |  |                              |  |  |                             |  |
|                              |                          | …                             | …                         |  |  |       |  |  |                              |  |  |                             |  |
|                              |                          | …                             | …                         |  |  |       |  |  |                              |  |  |                             |  |
|                              |                          | …                             | …                         |  |  |       |  |  |                              |  |  |                             |  |
| Sancha di Aybar              |                          | …                             |                           |  |  |       |  |  |                              |  |  |                             |  |
|                              |                          | …                             | …                         |  |  |       |  |  |                              |  |  |                             |  |
|                              |                          | …                             | …                         |  |  |       |  |  |                              |  |  |                             |  |
|                              |                          | …                             | …                         |  |  |       |  |  |                              |  |  |                             |  |
| Sancha d'Aragona             |                          | …                             |                           |  |  |       |  |  |                              |  |  |                             |  |
|                              | Ruggero I di Carcassonne | Arnaldo di Comminges          |                           |  |  |       |  |  |                              |  |  |                             |  |
|                              | Ruggero I di Carcassonne | Arnaldo di Comminges          |                           |  |  |       |  |  |                              |  |  |                             |  |
|                              | Ruggero I di Carcassonne | Arsinda di Carcassonne        |                           |  |  |       |  |  |                              |  |  |                             |  |
| Bernardo Ruggero di Foix     | Ruggero I di Carcassonne |                               |                           |  |  |       |  |  |                              |  |  |                             |  |
|                              |                          | Adele di Pons                 | …                         |  |  |       |  |  |                              |  |  |                             |  |
|                              |                          | Adele di Pons                 | …                         |  |  |       |  |  |                              |  |  |                             |  |
|                              |                          | Adele di Pons                 | …                         |  |  |       |  |  |                              |  |  |                             |  |
| Gilberga di Foix             |                          | Adele di Pons                 |                           |  |  |       |  |  |                              |  |  |                             |  |
|                              |                          | Garcia Arnaldo di Bigorre     | Arnaldo di Bigorre        |  |  |       |  |  |                              |  |  |                             |  |
|                              |                          | Garcia Arnaldo di Bigorre     | Arnaldo di Bigorre        |  |  |       |  |  |                              |  |  |                             |  |
|                              |                          | Garcia Arnaldo di Bigorre     | …                         |  |  |       |  |  |                              |  |  |                             |  |
| Garsenda di Bigorre          |                          | Garcia Arnaldo di Bigorre     |                           |  |  |       |  |  |                              |  |  |                             |  |
|                              |                          | Riccarda di Astarac           | Garcia Arnaldo di Astarac |  |  |       |  |  |                              |  |  |                             |  |
|                              |                          | Riccarda di Astarac           | Garcia Arnaldo di Astarac |  |  |       |  |  |                              |  |  |                             |  |
|                              |                          | Riccarda di Astarac           | …                         |  |  |       |  |  |                              |  |  |                             |  |
|                              |                          | Riccarda di Astarac           |                           |  |  |       |  |  |                              |  |  |                             |  |

### Fonti primarie
- (LA)  Histoire Générale de Languedoc, Tome V, Preuves.
- (LA)  Rerum Gallicarum et Francicarum Scriptores, tome XI.
- (LA)  COL·LECCIÓ DIPLOMÀTICA DE SANT PERE D'ÀGER, vol 1° Archiviato il 5 marzo 2016 in Internet Archive..
- (LA)  Viage Literario a las Iglesias de Espana, Tome V.

### Letteratura storiografica
- Rafael Altamira, Il califfato occidentale, in «Storia del mondo medievale», vol. II, 1999, pp. 477–515
- Louis Halphen, La Francia nell'XI secolo, in «Storia del mondo medievale», vol. II, 1999, pp. 770–806
- (ES)  Historia de los condes de Urgel, Tomo I.
- (LA)  Marca Hispanica sive Limes Hispanicus, 1688.
- (CA)  Crónica de San Juan de la Peña.